# Mungo di Glasgow
Mungo di Glasgow, anche conosciuto come Cantigernus (in latino), Cyndeyrn (in gallese) e Kentigern Garthwys (Fife, 518 – Glasgow, 13 gennaio 603), è ritenuto l'apostolo del regno di Strathclyde, in Scozia.
È venerato come santo dalla Chiesa cattolica, dalla Chiesa anglicana e dalla Chiesa ortodossa; è il leggendario fondatore della città di Glasgow.

## Origini del nome
Il nome Mungo deriva dalla parola in Gaelico scozzese Munghu (in Gallese Mwyn-gu) che significa "caro" ed è un nomignolo affettivo di origine familiare.
Jocelin di Furness, che nel XII secolo ne scrisse la vita, fornisce una spiegazione non scientifica del suo nome: Ken significa in Latino caput, testa, e la parola scozzese Tyern viene tradotta in Latino come dominus, signore; in tal modo il nome Kentigern starebbe a significare "Capo del Signore".
Si è suggerito che il nome "Kentigern" possa in realtà significare "Signore dei cani" (cunos-tigernos) piuttosto che "Capo del Signore", e in base a questo presupposto si crede che avesse origini aristocratiche. Il suo nome più popolare, Mungo, che significa appunto "caro", gli fu dato dai suoi compagni di studio e di vita religiosa.

## Agiografia
È da rilevare anzitutto che la biografia di Mungo è largamente incerta, non esistendo nulla di scritto su di lui precedentemente al XII secolo, quando Kentigern fu pubblicizzato per aumentare il prestigio dell'episcopato di Glasgow. Alcuni hanno perfino avanzato l'ipotesi che egli sia stato semplicemente inventato dagli storici Anglo-Normanni, sebbene sia difficile credere che la sua figura sia stata costruita dal nulla.
Secondo alcune narrazioni della sua vita la madre, Thenaw (in Inglese "Thaney"), che era figlia del principe britanno Lot Luwddoc (Lloyd, in Latino Lothus, da cui prese nome la provincia di Lothian), sovrano del Gododdin, fu abbandonata dalla sua famiglia quando era ancora incinta. Mungo nacque intorno al 518, nel borgo di Culross, nel regno scozzese di Fife. Una versione successiva della vita di Kentigern afferma che il padre fu Owain mab Urien (Owen), sovrano del regno di Rheged che regnò tra il 560 ed il 590. Innamoratosi di Thenaw, ma rifiutato da lei, Owain giunse ad usarle violenza abbandonandola in seguito. La leggenda di Mungo precisa che egli faceva parte del popolo scozzese dei Pitti; sembra che almeno i suoi maestri appartenessero a quel popolo.
Secondo la Vita di Kentigern, scritta da Jocelin, egli fu allevato fino all'età adulta da san Serf (in Latino Servanus) al suo monastero; ma si dà il caso che Serf vivesse nel secolo successivo. Si pensa che Mungo abbia avuto un ruolo molto importante nella Cristianizzazione (o "Ri-cristianizzazone") dello Strathclyde e del Galloway nel periodo precedente all'arrivo in Scozia di san Columba di Iona.
All'età di circa venticinque anni Kentigern iniziò le sue esperienze missionarie a Cathures, lungo il fiume Clyde, il luogo dove sorge la moderna città di Glasgow. Il re cristiano dello Strathclyde, Roderick Hael, lo accolse con favore e intorno al 540 ne ottenne la nomina a vescovo. Appena giunto nella zona, Mungo costruì una piccola chiesa lungo il torrente Molendinar Burn, dove ora si trova una cattedrale di origine medievale. Per circa tredici anni egli lavorò nella zona, vivendo una vita assai austera in una cella che si trovava alla confluenza del Clyde con il Molendinar, e convertendo molte persone con il suo esempio e con la predicazione. Si formò così una grande comunità intorno a lui, che fu conosciuta e chiamata come Clasgu (che significa in Gaelico scozzese la "cara famiglia") e alla fine crebbe sviluppandosi nella città di Glasgow.
Intorno al 553 un forte movimento anti-cristiano nello Strathclyde costrinse Kentigern ad abbandonare la Scozia, rifugiandosi nel Galles, dove rimase per un certo tempo insieme a san David nella diocesi di Menevia, a Swansea. Successivamente, Mungo fondò un grande monastero a Llanelwy, oggi Sant'Asaph, di cui nominò superiore il monaco Asaph come successore di se stesso. Fu il primo vescovo della diocesi di Saint Asaph cui successe lo stesso Asaph.
Nel 573, con la battaglia di Arthuret i cristiani ebbero la vittoria nella Cumbria e Kentigern, in conseguenza del caloroso invito del re Roderick, fece ritorno in Scozia con molti suoi discepoli gallesi. Per otto anni fissò la sua sede a Hodelm (oggi Hoddom), nel Dumfriesshire, da lì evangelizzando le contee di Galloway e del Cumberland.
Intorno al 581 ritornò definitivamente a Glasgow dove, uno o due anni dopo, ricevette la visita di san Columba di Iona, che in quel periodo stava faticosamente evangelizzando lo Strathtay. I due si abbracciarono, conversarono a lungo tra loro, e si scambiarono i pastorali.
La leggenda di san Mungo fissa la data della sua morte al 13 gennaio 603, a Glasgow.

## Miracoli

Lo stemma della città di Glasgow con al centro i quattro miracoli di san Mungo

Nella leggenda di Mungo si racconta che egli compì cinque miracoli nella città di Glasgow. I versi seguenti sono utilizzati per ricordare ai bambini in forma di filastrocca i miracoli in questione:
(Filastrocca sulla leggenda di San Mungo)
I versi sopra citati si riferiscono alle seguenti storie, raccontate nella leggenda:
- L'uccello - Alcuni compagni di classe di Mungo uccisero il pettirosso di San Serf, con l'intenzione di farlo accusare dell'uccisione e rimproverare da parte del maestro, ma egli, presa tra le mani la piccola creatura, pregò su di essa e le restituì la vita.
- L'albero - Mungo era stato incaricato di badare ad un fuoco acceso in un camino al monastero di San Serf, ma aveva finito con l'addormentarsi. Mentre egli dormiva il fuoco si era completamente spento. Al suo risveglio, Mungo prese alcuni rami gelati (era inverno) da un albero e li pose sul camino. Il fuoco si riaccese miracolosamente.
- La campana - Si pensa che la campana fosse stata portata da Mungo provenendo da Roma. Si diceva che essa risuonasse nelle funzioni religiose e nei lamenti per i defunti. La campana originale è andata perduta, e ora vi è una copia risalente al 1640, che si può vedere a Glasgow.
- Il pesce - Ci si riferisce ad una storia riguardo alla moglie del re del luogo, che era sospettata di infedeltà e tradimento da parte del marito. Il re le chiese di vedere il suo anello, sostenendo che ella l'avesse donato al suo amante; in realtà il re l'aveva gettato nel fiume Clyde. Trovandosi di fronte al rischio di una condanna a morte ella si appellò all'aiuto di Mungo, il quale ordinò al messaggero che gli portava la richiesta di soccorso da parte della regina di prendere un pesce dal fiume. Quando il pesce venne aperto, l'anello vi fu miracolosamente trovato dentro, la qual cosa permise alla regina di dimostrare la sua innocenza. (Questa storia potrebbe essere stata confusa con una quasi identica riguardo a Maelgwn Hir ap Cadwallon, sovrano del regno di Gwynedd, e a Sant Asaph, il monaco che era succeduto a San Mungo come superiore al monastero gallese di Llanelwy).

## Culto e venerazione

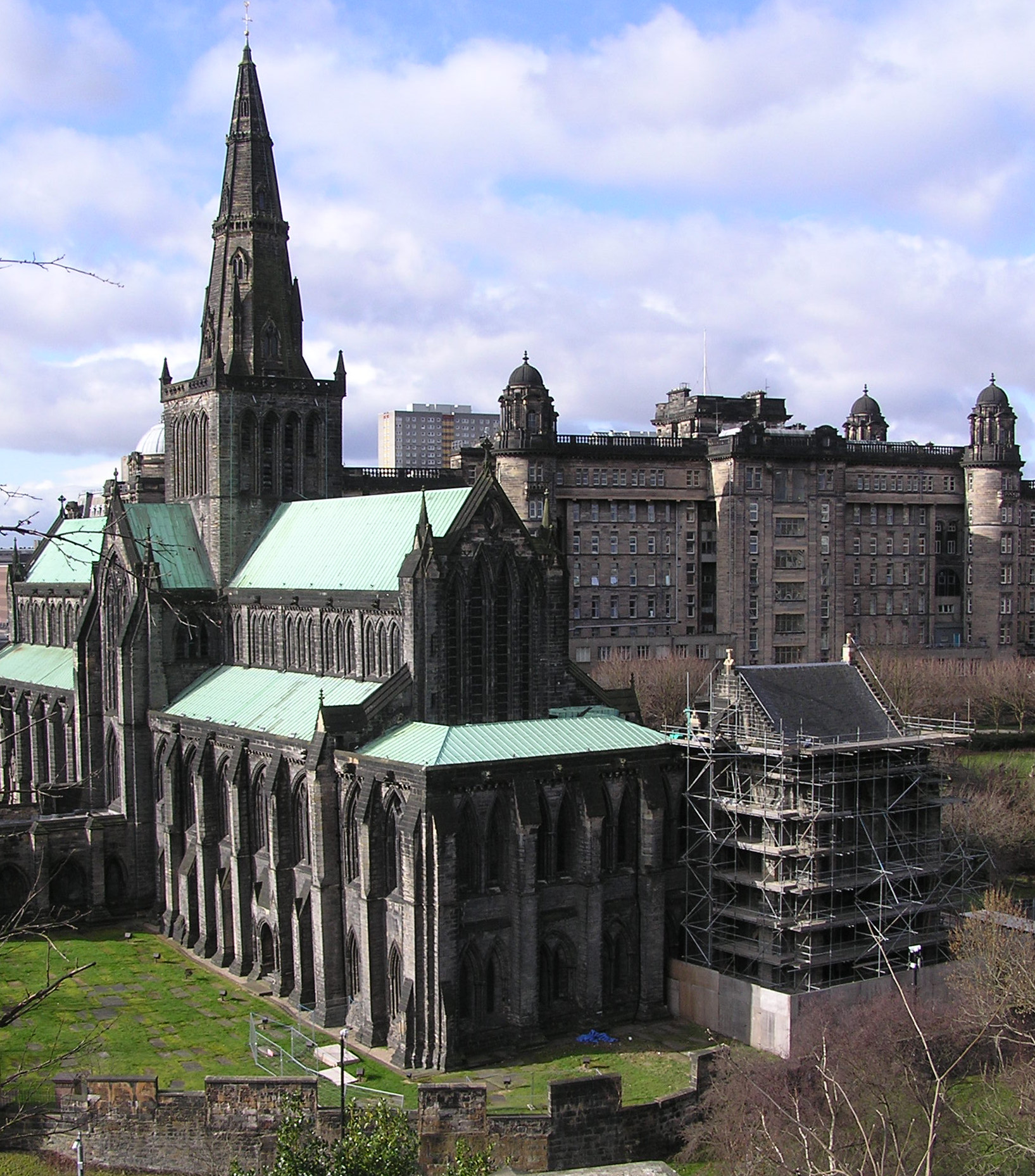
La cattedrale di Glasgow ov'è sepolto san Mungo

Nel luogo dove venne sepolto Kentigern ora sorge la cattedrale a lui dedicata e si pensa che i suoi resti riposino tuttora nella cripta.
Il giorno della sua festa venne mantenuto in tutta la Scozia al 13 gennaio. I Bollandisti hanno stampato una messa speciale per celebrare questa festa, risalente al XIII secolo. La sua ricorrenza è al 1º luglio in Chiesa cattolica ed al 14 gennaio nella Chiesa Orientale Ortodossa.
I quattro miracoli di san Mungo compiuti a Glasgow sono rappresentati nello stemma della città. Il motto corrente di Glasgow "Che Glasgow prosperi per la predicazione della sua parola e la glorificazione del suo nome", come anche il più laico "Che Glasgow prosperi" oppure come quello che recita "Che la terza gamba non cammini mai su Glasgow" sono tutti e tre ispirati da una preghiera originale di Kentigern: "Che Glasgow prosperi per la predicazione della Parola".
Oltre che in Scozia, Kentigern è il patrono di due scuole Presbiteriane di Auckland, in Nuova Zelanda: il Saint Kentigern College, una scuola privata mista, e la Saint Kentigern School, una scuola elementare maschile con oltre 2.000 bambini iscritti.

## Riferimenti letterari
J. K. Rowling ha dato il nome di san Mungo all'Ospedale per la cura delle ferite e malattie magiche nel mondo fantastico di Harry Potter. Il fondatore dell'Ospedale fu un mago e guaritore del XVII secolo, Mungo Bonham, il cui emblema, che poi divenne lo stemma dell'Ospedale stesso, era una bacchetta magica incrociata con un osso.
Sembra che anche la storia della madre di Kentigern abbia ispirato la Rowling: il tema della madre abbandonata incinta ricorre infatti nella storia di Merope Gaunt, la madre di Tom Orvoloson Riddle (Lord Voldemort), che fu abbandonata sia dalla propria famiglia che dal marito.